# Gladys Kessler
Gladys Kessler foi uma juíza dos Estados Unidos, autora de uma sentença histórica, proferida em 2006, de 1.683 páginas, que demonstra que a indústria está por trás da epidemia tabagista e que atua em conjunto e coordenadamente para enganar a opinião pública, governo, comunidade de saúde e consumidores.

## Tradução para o português
A Aliança de Controle do Tabagismo (ACT) traduziu para o português os capítulos da sentença compilados pelo Tobacco Control Legal Consortium, consórcio de escritórios de advocacia norte-americanos que fornece suporte jurídico para o controle do tabaco.